# 山口銀次
山口 銀次（やまぐち ぎんじ、1923年9月20日 - 1997年4月22日）は、日本のハワイアン歌手、ウクレレ奏者。実兄に山口正保、実弟に山口軍一がおり、ともにハワイアン・ミュージシャンである。

## 経歴
長崎県佐世保市出身。少年期にウクレレを始めた。
バッキー白片に師事しつつ、寺部頼幸、寺部震、石川淳らと椰子の実楽団(後の寺部頼幸とココナッツ・アイランダースの前身)を結成。
太平洋戦争中は戦闘機操縦士としてフィリピンに出征。
1945年10月、九州に復員。その後、バッキー白片とアロハ・ハワイアンズの再結成に立ち会う。当時のメンバーは、白片、寺部頼幸、寺部震、実兄の山口正保、山口銀次。
1953年、アロハ・ハワイアンズを脱退し、バンドの同僚である和田弘や鈴木揚介とともに山口銀次とマヒナスターズを結成。
1954年、マヒナ・スターズを和田に譲り、アロハ・ハワイアンズに一時的に復帰。
1955年、弟の山口軍一が結成していたルアナ・ハワイアンズに加入。
1960年、日本グラモフォンと契約し、デビュー作『ハワイアン日本民謡集』をリリース。弟子であるシンガーの日野てる子のデビューをサポートした。
1964年、ルアナ・ハワイアンズを脱退し、山口銀次とルアナ・タヒチアンズを結成。
晩年は、日本ハワイアン音楽協会の相談役を務めた。
1997年4月22日、死去。

## ディスコグラフィー

### 山口銀次とルアナ・ハワイアンズ

#### シングル
- ホワイト・クリスマス c/w ジングル・ベル (ポリドール/日本グラモフォン DJ-1175、1961.12)
- いとしのハワイ c/w ウクレレはひとりぼっち (ポリドール/日本グラモフォン DJ-1343、1963.06)

#### EP
- ハワイアン・スクリーン・ムード (ポリドール/日本グラモフォン SLKJ-4、1963.11)
- ハワイアン・ラテン・ムード (ポリドール/日本グラモフォン SLKJ-6、1963.11)
- ハワイアン・ロシア民謡集 (ポリドール/日本グラモフォン SLKJ-7、1963.11)
- ハワイアン日本抒情曲集 (ポリドール/日本グラモフォン SLKJ-8、1963.11)
- ハワイアンうたごえ集 (ポリドール/日本グラモフォン SLKJ-11、1963.12)
- ハワイアン日本抒情曲集: 第2集 (ポリドール/日本グラモフォン SLKJ-12、1963.12)
- ハワイアン・コンチネンタル・ムード (ポリドール/日本グラモフォン SLKJ-13、1963.12)
- ハワイアン・スクリーン・ムード: 第2集 (ポリドール/日本グラモフォン SLKJ-14、1963.12)
- ハワイアン・スクリーン・ヒット・アルバム (ポリドール/日本グラモフォン SLKJ-19、1964.01)
- ハワイアン山の歌声集 (ポリドール/日本グラモフォン SLKJ-21、1964.02)
- 夜のステレオ: 第2集 (ポリドール/日本グラモフォン SLKJ-27、1964.03)
- ハワイアン・スクリーン・ムード: 第3集 (ポリドール/日本グラモフォン SLKJ-32、1964.04)
- ハワイアン・ベスト4, Vol.1 (ポリドール/日本グラモフォン SLKJ-36、1964.05)
- ハワイアン・ベスト4, Vol.2 (ポリドール/日本グラモフォン SLKJ-37、1964.05)
- 山の歌声集 (ポリドール/日本グラモフォン SLKJ-44、1964)
- クリスマス・ベスト・アルバム (ポリドール/日本グラモフォン SLKJ-58、1964.12)

#### LP
- ハワイアン日本民謡集 (ポリドール/日本グラモフォン LPJ-9、1960.06)
- 城が島の雨: ハワイアン日本叙情曲集 (ポリドール/日本グラモフォン LPJ-17(Mono)、1960)
- 江の島エレジー: 倉若晴生傑作集 (ポリドール/日本グラモフォン LPJ-33、1961.01)
- 出船: ハワイアン抒情曲集 (ポリドール/日本グラモフォン LPJ-34、1961.06)
- 夕日に赤い帆: ハワイアン・ムード (ポリドール/日本グラモフォン LPJ-42(Mono)、1961.06)
- 籠の鳥: ハワイアン演歌集 (ポリドール/日本グラモフォン LPJ-46、1961.10)
- 流転: ハワイアン・ポリドール・ヒット曲集 (ポリドール/日本グラモフォン LPJ-50、1961.11)
- ハワイアン・クリスマス・キャロル (ポリドール/日本グラモフォン LPJ-56(Mono)、1961.12)
- クリスマス・ベスト・アルバム (ポリドール/日本グラモフォン LPJ-58、1961.12)
- 別れの磯千鳥: ハワイアン・ヒット・メロディー集 (ポリドール/日本グラモフォン LPJ-67、1962.04)
- ハワイアン・セレナーデ (ポリドール/日本グラモフォン LPJ-70、1962.05)
- 夕日に赤い帆: ハワイアン・ムード (ポリドール/日本グラモフォン SLJ-5(Stereo)、1962.06)
- 悲しき夢: ウクレレ・ムード集 (ポリドール/日本グラモフォン LPJ-72、1962.06)
- 城が島の雨: ハワイアン日本叙情曲集 (ポリドール/日本グラモフォン SLJ-9(Stereo)、1962.08)
- ともしび: ハワイアン歌声ムード (ポリドール/日本グラモフォン LPJ-84(Mono)/SLJ-13(Stereo)、1962.08)
- これがハワイアン・ムードだ (ポリドール/日本グラモフォン SLJM-1003、1963.02)
- 小雨降る径: ハワイアン・コンチネンタル・ムード (ポリドール/日本グラモフォン LPJ-103(Mono)/SLJM-1004(Stereo)、1963.03)
- タヒチアン・ムード: タヒチは招く (ポリドール/日本グラモフォン SLJM-1005(Stereo)、1963.04)
- エストレリータ: ハワイアン・ラテン・ムード (ポリドール/日本グラモフォン LPJ-105(Mono)/SLJM-1006(Stereo)、1963.04)
- 夢のハワイ: ハワイアン・ムード (ポリドール/日本グラモフォン LPJ-106(Mono)/SLJ-34(Stereo)、1963.04)
- ハワイアン哀愁 (ポリドール/日本グラモフォン LPJ-110(Mono)/SLJ-37(Stereo)、1963.05)
- ハワイアン・スクリーン・ムード (ポリドール/日本グラモフォン LPJ-111(Mono)/SLJM-1010(Stereo)、1963.06)
- 雪山讃歌: 山の歌声集 (ポリドール/日本グラモフォン LPJ-113(Mono)/SLJ-39(Stereo)、1963.06)
- 南国のリズム: ウクレレは歌う (ポリドール/日本グラモフォン LPJ-124(Mono)/SLJ-48(Stereo)、1963.07)
- 黒い瞳: ハワイアン・コンチネンタル・ムード (ポリドール/日本グラモフォン LPJ-126(Mono)/SLJ-49(Stereo)、1963.08)
- ハワイアン・スクリーン・ムード: 第2集 (ポリドール/日本グラモフォン LPJ-138(Mono)/SLJM-1018(Stereo)、1963.11)
- ハワイアン・クリスマス・キャロル (ポリドール/日本グラモフォン SLJ-64(Stereo)、1963.12)
- ハワイアン・ヒット・パレード・アルバム (ポリドール/日本グラモフォン LPJ-144(Mono)/SLJM-1023(Stereo)、1963.12)
- ハワイアン・ベスト・アルバム (ポリドール/日本グラモフォン SLJM-1052、1964.05)
- 山口銀次ウクレレ・アルバム (ポリドール/日本グラモフォン SLJM-1054、1964.05)
- ハワイアン・ラテン・アルバム (ポリドール/日本グラモフォン SLJM-1068、1964.05)
- 北上夜曲 (ポリドール/日本グラモフォン SLJM-1092、1964.09)
- 別れの磯千鳥: 歌謡ヒット・メロディー集 (ポリドール/日本グラモフォン SLJM-1102、1964.10)
- 祇園小唄: 懐かしの歌謡ヒット・メロディー集 (ポリドール/日本グラモフォン SLJM-1109、1964.11)

### 山口銀次とルアナ・タヒティアンズ

#### LP
- 南国の夜 (日本クラウン GW-5025、1968.05)
- カラー・レコードでハワイの旅 (日本コロムビア MA-5001)

### ゲスト参加

#### シングル
- 西田佐知子 / 南国の夜 c/w 高城丈二 / 夕日に赤い帆 (ポリドール/日本グラモフォン DJ-1146、1961.08)
- 日野てる子 / カイマナ・ヒラ c/w 南国の夜 (ポリドール/日本グラモフォン DJ-1453、1964.05)
- 伊藤史朗 / 太陽のブルース c/w 浜辺は夜だった (ポリドール/日本グラモフォン SDR-1006、1964.07) *A面のみ
- 日野てる子 / 星かげの浜辺 c/w 別れの磯千鳥 (ポリドール/日本グラモフォン SDR-1007、1964.07)
- 日野てる子 / 砂の上の影絵 c/w 砂丘の花 (ポリドール/日本グラモフォン SDR-1026、1964.09)
- 日野てる子 / 雨の出船 c/w シャンシャン花嫁 (ポリドール/日本グラモフォン SDR-1027、1964.10)
- 日野てる子 / 小さな竹の橋 c/w カイマナ･ヒラ (ポリドール/日本グラモフォン SDR-1091、1965.05)

#### EP
- マーレネ・サイ / ブルー・ハワイ (ポリドール/日本グラモフォン SLKP-1038、1964.05)

#### LP
- V.A. / ハワイアン・パラダイス: ハワイアン・オール・スターズの夕べ (日本ビクター LV-34、1958)
- V.A. / ハワイアン・オール・スターズ (日本コロムビア AL-5006、1961.05)
- 林伊佐緒 / 林伊佐緒のジャズ民謡集 (ポリドール/日本グラモフォン KR-21、1963.07)
- V.A. / 想い出のヒット・パレードで踊ろう (ポリドール/日本グラモフォン DJ-1453、1963.10)
- マーレネ・サイ / カイマナ・ヒラ (ポリドール/日本グラモフォン SLPM-1146、1964.05)
- 日野てる子 ハワイアン・アルバム (ポリドール/日本グラモフォン SLJM-1053、1964.05)
- 日野てる子 / 別れの磯千鳥: 日野てる子ハワイアン・アルバム (ポリドール/日本グラモフォン SLJM-1159、1965.05)
- 日野てる子 / 爪をかむ少女: 日野てる子ヒットアルバム (ポリドール/日本グラモフォン SLJM-1165、1965.05)
- V.A. / 博多ブルース (ポリドール/日本グラモフォン SLJM-1142、1965.04)